# Duop Reath
Duop Thomas Reath (Jonglei, 26 de junho de 1996) é um jogador sudanês-australiano  de basquete profissional que atualmente joga no Portland Trail Blazers da National Basketball Association (NBA).
Ele jogou basquete universitário pelo Lee College e pela LSU. Reath também fez parte da seleção australiana que ganhou a medalha de bronze nas Olimpíadas de 2020.

## Primeiros anos
Reath nasceu em Waat, Sudão, atualmente no estado de Jonglei, no Sudão do Sul. Quando tinha nove anos, mudou-se com sua família para Brisbane, Austrália, junto com seus pais e seis irmãos. Reath então se mudou novamente para Perth e estudou na Girrawheen Senior High School. Ele primeiro jogou futebol até que um surto de crescimento o levou a jogar basquete.

## Carreira universitária
Reath no Lee College em Baytown, Texas, de 2014 a 2016. Em sua primeira temporada, ele teve médias de 6,9 pontos e 5,4 rebotes. Em seu segundo ano, ele teve médias de 14,6 pontos e 8,4 rebotes.
Em 2016, Reath se juntou ao LSU. Em sua primeira temporada, ele jogou em 31 jogos e teve médias de 12,0 pontos e 6,7 rebotes. Ele foi o Jogador da Semana da SEC na primeira semana. Em 19 de dezembro de 2016, ele marcou 23 pontos, o recorde da temporada, contra Charleston. Em 4 de fevereiro de 2017, ele conseguiu 16 rebotes, o recorde da carreira, contra Texas A&M.
Em sua segunda temporada, Reath jogou 33 jogos e teve médias de 12,6 pontos e 5,3 rebotes. Em 20 de janeiro de 2018, ele marcou 31 pontos, o recorde de sua carreira, contra Vanderbilt. Ele foi nomeado o Jogador da Semana da SEC na quinta semana.

## Carreira profissional

### Liga Sérvia (2018–2021)
Depois de não ter sido selecionado no draft da NBA de 2018, Reath se juntou ao Dallas Mavericks para a Summer League.
Em 1º de agosto de 2018, Reath assinou um contrato de três anos com o time sérvio FMP. Em julho de 2019, ele se juntou ao Brooklyn Nets para a Summer League de 2019.
Em 1º de agosto de 2020, Reath assinou um contrato com o time sérvio Estrela Vermelha para a temporada de 2020–21.

### Illawarra Hawks (2021–2022)
Em 19 de junho de 2021, Reath assinou com o Illawarra Hawks da National Basketball League da Austrália para a temporada de 2021–22.
Reath se juntou ao Phoenix Suns na Summer League de 2022.

### Qingdao Eagles (2022–2023)
Reath assinou com o Qingdao Eagles da Associação Chinesa de Basquete. Reath teve médias de 18,2 pontos, 7,8 rebotes, 1,2 roubos de bola e 2,0 bloqueios em 39 jogos.

### Al Riyadi Beirut (2023)
Reath se juntou ao Al Riyadi  do Líbano em abril de 2023. Ele fez sua estreia no time em 19 de abril de 2023 na West Asia Super League (WASL) e marcou 24 pontos na vitória sobre o Beirut Club nas semifinais da divisão. Reath ajudou o Al Riyadi a vencer o campeonato da subdivisão da Ásia Ocidental após marcar 29 pontos, o recorde da equipe, no decisivo Jogo 2 das finais contra Shahrdari Gorgan.

### Portland Trail Blazers (2023–Presente)
Em 30 de junho de 2023, Reath se juntou ao Portland Trail Blazers para a Summer League de 2023 e, após a Copa do Mundo de 2023, ele assinou um contrato de um ano com o Trail Blazers em 2 de outubro. No entanto, ele foi dispensado em 21 de outubro, antes do início da temporada, mas três dias depois, ele foi recontratado para um contrato de duas vias.
Reath fez sua estreia na NBA em 12 de novembro contra o Los Angeles Lakers, marcando 11 pontos com três cestas de 3 pontos em uma derrota por 116–110. Em 26 de dezembro, ele teve 25 pontos, o recorde de sua carreira, junto com nove rebotes, em uma vitória por 130–113 sobre o Sacramento Kings.
Em 16 de fevereiro de 2024, Reath assinou um contrato padrão com o Trail Blazers.

## Carreira na seleção
Reath foi selecionado como membro da seleção australiana nas Olimpíadas de 2020 em Tóquio, Japão. Ele voltou a se juntar aos Boomers para a Copa do Mundo de 2023.
Em julho de 2024, Reath foi nomeado para o time final dos Boomers para as Olimpíadas de 2024 em Paris.

## Estatísticas da carreira

### NBA

#### Temporada regular
| Ano     | Equipe   | PJ | PT | MPJ  | AP   | 3P   | LL   | RT  | AS  | BR | TO | PPJ |
| ------- | -------- | -- | -- | ---- | ---- | ---- | ---- | --- | --- | -- | -- | --- |
| 2023–24 | Portland | 68 | 20 | 17.9 | .461 | .359 | .742 | 3.7 | 1.0 | .5 | .6 | 9.1 |